# Tsonyo Vasilev
Tsonyo Dimitrov Vasilev (en bulgare : Цoньo Димитpoв Вacилeв), né le 7 janvier 1952 à Targovichté en Bulgarie, et mort le 2 juin 2015 à Choumen, est un joueur de football international bulgare qui évoluait au poste de défenseur.

## Biographie

### Carrière en club
Avec le club du CSKA Sofia, il remporte quatre titres de champion de Bulgarie, et deux Coupes de Bulgarie.
Avec cette équipe, il dispute 16 matchs en Coupe d'Europe des clubs champions, sans inscrire de but. Il atteint les quarts de finale de cette compétition à deux reprises, en 1974 (défaite face au Bayern Munich) et 1981 (défaite face à Liverpool).

### Carrière en sélection
Avec l'équipe de Bulgarie, il joue 46 matchs et inscrit 3 buts entre 1973 et 1981. Toutefois, seulement 42 matchs et 2 buts son reconnus par la FIFA.
Il joue son premier match en équipe nationale le 4 février 1973 contre l'Indonésie à Jakarta (victoire 0-4). Il inscrit son premier but le 12 mai 1976 contre la Roumanie (victoire 1-0). Il inscrit un deuxième but le 17 août 1976 contre la Suisse (match nul 2-2 à Lucerne). Il marque son dernier but le 7 février 1979 contre la Roumanie (match nul 1-1).
Il figure dans le groupe des sélectionnés lors de la Coupe du monde de 1974. Lors du mondial organisé en Allemagne, il joue trois matchs : contre la Suède, l'Uruguay, et les Pays-Bas.

## Palmarès
CSKA Septemvrijsko Zname Sofia
- Championnat de Bulgarie (4) :
  - Champion : 1974-75, 1975-76, 1979-80 et 1980-81.

- Coupe de Bulgarie (1) :
  - Vainqueur : 1973-74.